# بطولة أمريكا الجنوبية لألعاب القوى 1939
بطولة أمريكا الجنوبية لألعاب القوى 1939 هي النسخة الـ 11 من بطولة أمريكا الجنوبية لألعاب القوى. أقيمت في ليما. تصدرت تشيلي جدول الميداليات برصيد 33 ميدالية منها 11 ذهبية.

## جدول الميداليات
| الترتيب | منتخب     | ذهبية | فضية | برونزية | المجموع |
| ------- | --------- | ----- | ---- | ------- | ------- |
| 1       | تشيلي     | 11    | 11   | 11      | 33      |
| 2       | البرازيل  | 11    | 6    | 6       | 23      |
| 3       | الأرجنتين | 7     | 10   | 11      | 28      |
| 4       | بيرو      | 3     | 5    | 5       | 13      |
| 5       | الإكوادور | 1     | 1    | 0       | 2       |